# Дубравная
Дубравная — деревня в Шумихинском районе Курганской области. Входит в состав Большевистского сельсовета.

## История
В 1966 г. Указом Президиума ВС РСФСР деревня усадьбы Субботинского отделения совхоза «Большевик» переименована в Дубравная'.

## Население
| 1989 | 2002 | 2010 |
| ---- | ---- | ---- |
| 67   | ↘53  | ↘37  |